# 反抗滅絕

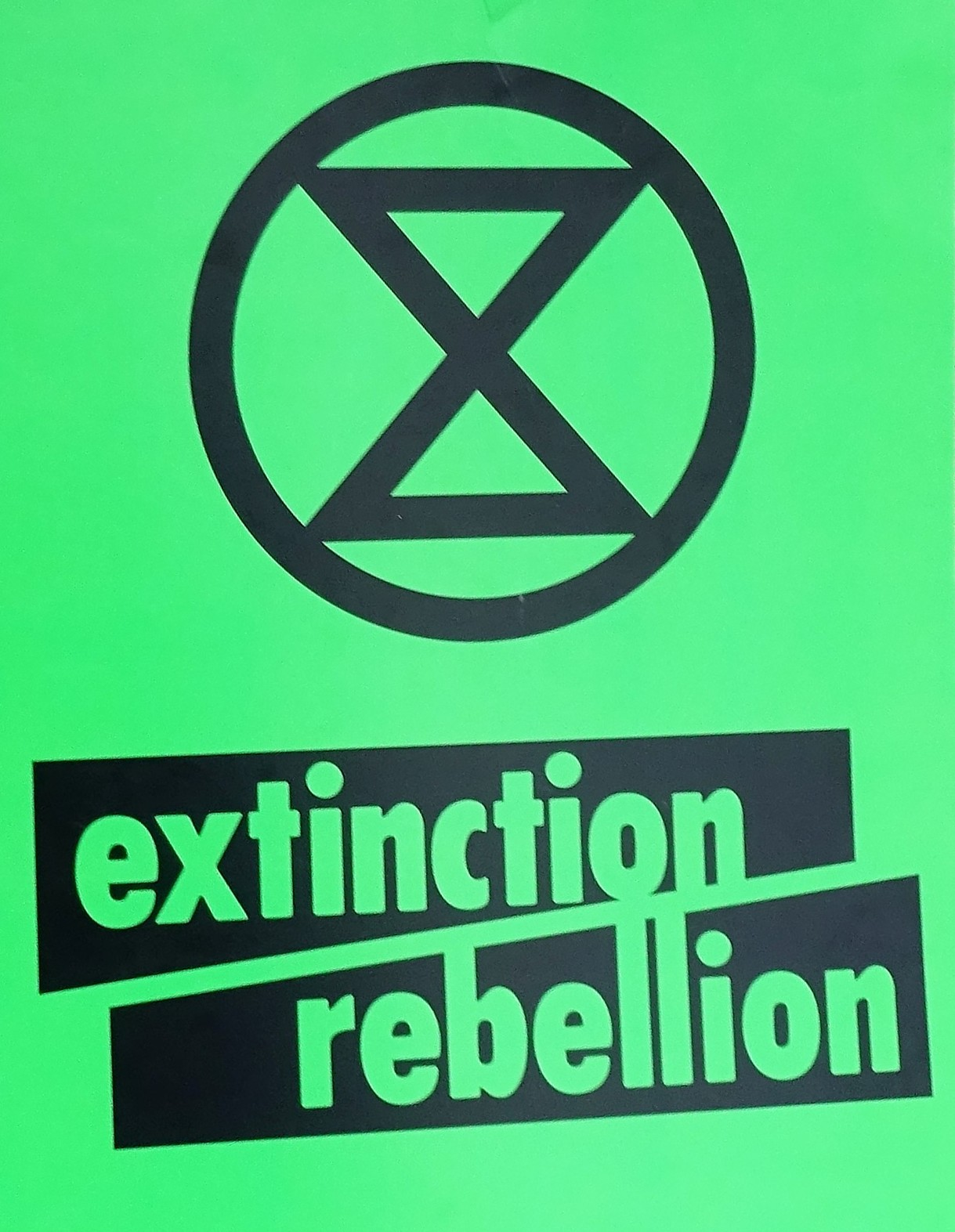
反抗滅絕的標語牌。

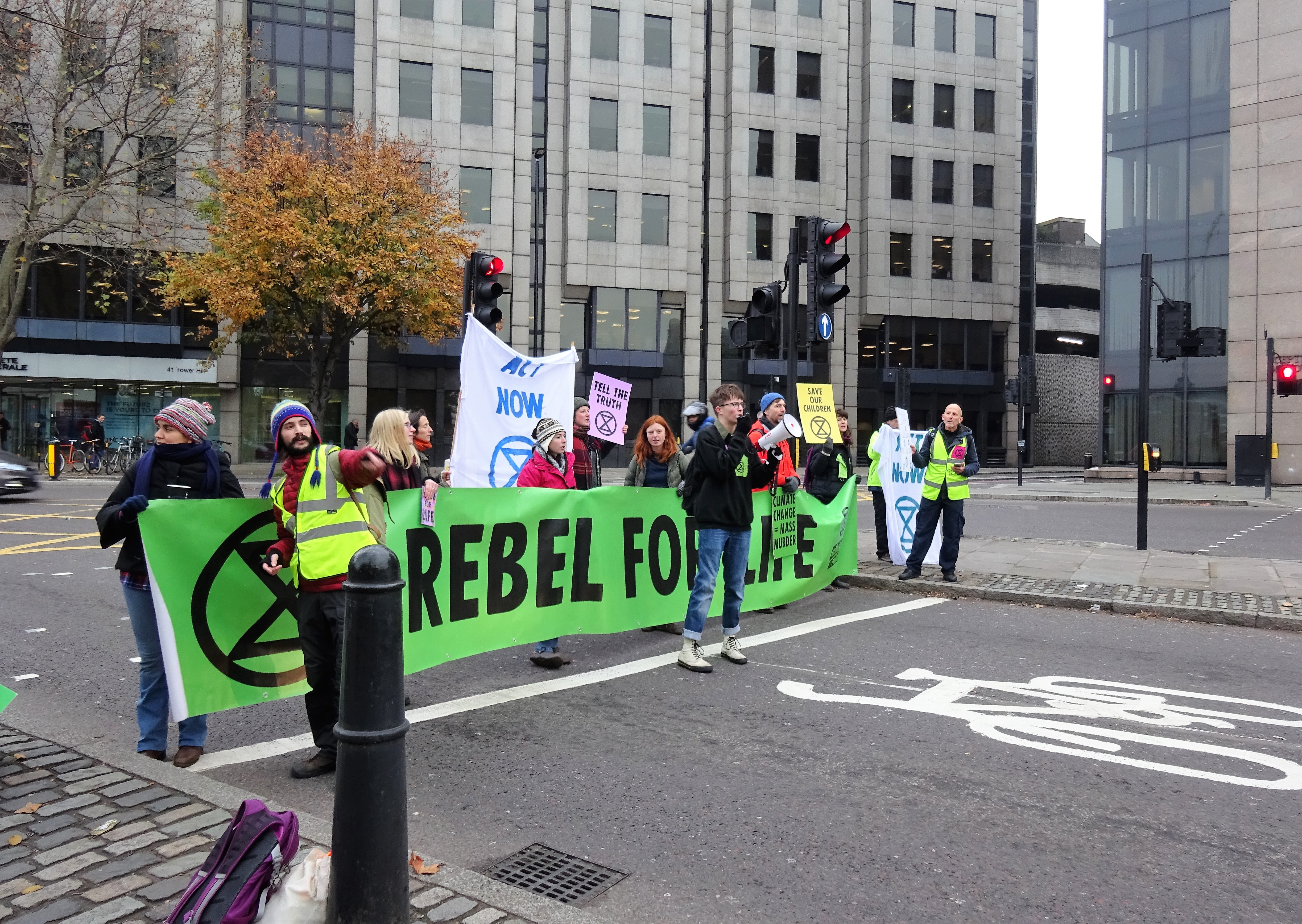
2018年11月23日，在倫敦的集會。

反抗滅絕（英語：Extinction Rebellion，縮寫為XR，又稱滅絕叛亂）是一場全球性的環保運動，旨在透過非暴力的公民不服從來迫使政府採取行動，以避免氣候系統越過臨界點、喪失生物多樣性及社會和生態崩潰的風險。
反抗滅絕在2018年5月於英國成立，約有100名學者在2018年10月簽署行動呼籲，並於10月底由來自競選團隊Rising Up的羅傑·哈勒姆、蓋爾·布拉德布魯克、西蒙·布拉姆威爾（Simon Bramwell）和其他活動家發起。

## 目標及原則

### 目標
反抗滅絕網站將其目標定為：
- “政府必須說出氣候和更廣泛的生態緊急情況的真相、扭轉不一致的政策，並與媒體合作，與市民溝通。
- 政府必須制定具有法律約束力的政策措施，至2025年將碳排放量降至零，並降低消費水平。
- 舉辦國家公民大會，以監督改變，旨在建立民主來符合其目標一部分。”

### 原則
反抗滅絕在其網站上發表以下內容並在聲明中解釋：
1. “我們有共同的改革願景——創造一個適合未來世代的世界。
2. 我們設定必要的使命——動員3.5％的人口來實現系統改革——利用“動量驅動組織”等想法實現這一目標。
3. 我們需要一種再生文化——創造一種健康、有彈性和適應力強的文化。
4. 我們公開挑戰自己和這個有毒的系統——離開我們的舒適區和採取行動改變。
5. 我們重視反思和學習——遵循一系列行動、反思、學習和規劃更多行動。後其他運動和背景以及我們自己的經驗中學習。
6. 我們歡迎大家和每個人的每一個部分——積極致力於創造更安全、更便利的空間。
7. 我們積極減少權力——打破權力等級，以實現更公平的參與。
8. 我們避免責備和羞辱——我們生活在一個有毒的系統中，但沒有一個人應被指責。
9. 我們是一個非暴力的網絡——使用非暴力策略和方法作為實現改革的最有效方式。
10. 我們以自治和權力下放為基礎——我們共同創造出挑戰權力所需的結構。任何遵循這些核心原則和價值觀的人均可以RisingUp!的名義採取行動。”[7]

## 行動

### 英國
2018年11月17日，為該組織的首次集會，約有6,000人參與此行動，堵塞倫敦泰晤士河上的五座主要大橋（南華克橋、黑衣修士橋、滑鐵盧橋、西敏橋和蘭貝斯橋）長達數小時，造成嚴重的交通中斷，共85人被捕。11月24日，反抗滅絕阻塞國會廣場附近的道路，其後前往唐寧街舉行模擬葬禮，再遊行至白金漢宮。反抗滅絕聯合創辦人蓋爾·布拉德布魯克向英女王伊麗莎白二世宣讀一封信，而一名集會人士將自己黏在宮殿的大門上，遊行隊伍其後回到國會廣場。
2019年4月1日，約12名抗議者在英國脫歐的辯論中赤裸，他們身上寫上「SOS」和「停止浪費時間」的口號，並用膠水把自己黏在下議院觀察廊的玻璃上，其後被捕。組織表示他們的行動是為了讓議員的注意力從脫歐問題轉移至氣候變遷的危機上。
自4月15日開始，反抗滅絕展開為期10天的行動。示威者佔領牛津圓環、大理石拱門、滑鐵盧橋及國會廣場等地。其中示威者在牛津圓環上放置一艘寫上（說出真相）的粉紅色船，部份人更用膠水把自己黏在該艘船上，而另一批人則前往荷蘭皇家殼牌總部大樓前抗議該公司對環境的破壞。4月16日，由於牢房已滿，警方不得不停止逮捕在滑鐵盧橋上的示威者。到當天結束時，警方估計有500,000人受示威者影響，並在倫敦逮捕了290名社運分子。

## 被捕
「反抗滅絕」以被拘捕作為其抗爭手段之一。運動發起人認為在歷史上印度的食鹽進軍、美國人權行動、以及波蘭和德國的民主運動都有此手段﹐因此宣傳以被拘捕而引起公眾注意。
2019年6月和7月一些運動支持者在英國法院提堂。其中在6月25日一名68歲的示威者被控罪但後來被有條件釋放。在4月12日有多於30名示威一起被提堂﹐被控在不同時間不同地點集結而不遵守警方提出的條件﹐其中有些承認控罪﹐其中大部分被判予有條件釋放。
在2019年4月的示威中倫敦市有整整1130宗拘捕，倫敦在10月期間兩星期的運動而拘捕了1832人，包括英國綠黨成員，歐洲議會代表Ellie Chowns，和綠黨領導人之一Jonathan Bartley。

## 外部連結
- 官方网站